# № 361 (подводная лодка, КНР)
Подводная лодка № 361 — дизель-электрическая подводная лодка проекта 035 китайских ВМС, затонувшая 16 апреля 2003 года. Катастрофа подводной лодки 361 — одна из крупнейших по количеству жертв в подводном флоте КНР.

## История службы
Подводная лодка была спущена на воду в 1995 году. Приписана к Восточному флоту ВМС КНР.

## Инцидент
Согласно официальному сообщению китайского информационного агентства Синьхуа, субмарина номер 361 принимала участие в учениях в Бохайском заливе Жёлтого моря и затонула в территориальных водах Китая неподалеку от острова Наньчаншаньдао. На борту во время учений находилось 70 человек — члены экипажа, представители и курсанты военно-морской академии КНР. 16 апреля 2003 года все 70 человек на борту субмарины погибли из-за того, что дизельный двигатель не выключался и израсходовал весь кислород в лодке, в то время, когда она находилась под водой. Согласно агентству «Синьхуа» от 2 мая 2003 года, лодка была обнаружена китайскими рыбаками 25 апреля 2003 года, когда они зацепили сетями её перископ.
Позже субмарина была поднята на поверхность и отбуксирована изначально к острову Хайнань, а после — к северо-восточному порту Далянь.

## Последствия
Расследование инцидента привело к отставке четырёх старших командных офицеров: командира военно-морского флота Ши Юншэна, политического комиссара Яна Хуайциня, командующего Северным флотом Динь Япина и политрука Северного флота Чэня Ханфенга 13 июня 2003 года. Ещё четыре старших офицера были понижены в должности. Официальный вердикт: неправильное «командование и контроль».